# Star Trek: Insurrection
Star Trek: Insurrection is een Amerikaanse speelfilm uit 1998 onder regie van Jonathan Frakes. Het is de negende Star Trekfilm, en de derde film met de acteurs van Star Trek: The Next Generation. De hoofdrollen werden vertolkt door de bekende acteurs uit de serie.

## Verhaal
Gedurende een diplomatieke missie ontvangt de USS Enterprise bericht dat Data door het lint is gegaan tijdens een observatiemissie op de Ba'ku thuiswereld. De vredelievende Ba'ku, wiens planeet een speciale regenererende straling uitzendt, leven in harmonie met de natuur en weren elke vorm van technologie. Hun planeet en cultuur worden in het geheim bestudeerd door de Federatie en de Son'a.
De op hol geslagen Data verraadt zijn aanwezigheid aan de Ba’ku, en vlucht vervolgens weg met een ruimteschip. Middels een list slagen Picard en Worf erin Data te vangen en te herprogrammeren. Admiraal Dougherty van de federatie wil dat Picard zo snel mogelijk weer vertrekt nu dit achter de rug is. Picard vermoedt dat er iets niet klopt en bezoekt het Ba’ku dorp op de planeet om te kijken waarom Data op hol sloeg. Ze vinden een verlaten Federatieschip met daarop een groot holodeck. Dit deck vertoont een hologram van het Ba’ku dorp. Picard vermoedt dat iemand de Ba’ku buiten hun weten wil verplaatsen naar een andere planeet. Data stond op het punt dit schip te ontdekken. Daarom schoot een Son’a op hem, en activeerde zo Data’s zelfverdedigingsprogramma.
Tijdens hun onderzoek gebeuren er vreemde dingen met de crew. Picard wordt iets jonger, Riker en Deanna lijken hun oude relatie weer nieuw leven in te blazen en Geordi’s ogen beginnen zich te herstellen. Picard ondervraagt een Ba’ku vrouw genaamd Anij, en ontdekt dat ze minstens 10 keer ouder is dan ze eruitziet. De straling van de planeet houdt iedereen jong, en heeft nu ook invloed op de bemanning.
Geholpen door deze aanwijzingen concludeert Picard dat de Son’a en enkele corrupte Federatieagenten de planeet willen afpakken van de Ba’ku om zichzelf de regenererende krachten toe te kennen. Dit is zwaar in strijd met de Prime Directive van de Federatie. Picard confronteert Dougherty met zijn ontdekking, maar die beveelt Picard te vertrekken. Picard negeert dit bevel om de Ba’ku te helpen. Ze onthullen het holoschip en de plannen van Dougherty en Son’a-leider Adhar Ru’afo aan de Ba’ku. De enterprisecrew probeert de Ba’ku naar plekken te leiden waar ze niet vandaan kunnen worden gestraald. Ondertussen probeert de Enterprise, onder bevel van Riker, Starfleet te waarschuwen over de situatie. De Enterprise bevecht enkele Son’a schepen en vernietigt ze.
Picard wordt gevangen door de Son’a en Dougherty. Hij onthult aan Dougherty dat de Ba’ku hem iets interessants hebben verteld. De Son’a zijn in feite zelf Ba’ku, die eeuwen geleden van de planeet werden verbannen en nu gewoon wraak willen.
Niet in staat om de Ba’ku van de planeet te halen of de Enterprise te stoppen, besluit Ru’afo meteen te beginnen met het oogsten van het element dat de verjongende straling voortbrengt. Dit zal ongetwijfeld iedereen die nog op de planeet zit doden. Dougherty ziet zijn fout in en probeert Ru’afo te stoppen, maar wordt door hem gedood.
Picard kan ontsnappen dankzij een van de Son’a, Gallatin, die ook tegen Ru’afo’s plan is. De Enterprisecrew neemt bezit van het holoschip, en teleporteert de gehele bemanning van Ru’afo’s schip hierheen om hen te laten denken dat hun plan is geslaagd. Wanneer Ru’afo ontdekt dat hij op het holoschip zit, probeert hij alsnog de oogstmachine te starten. Het komt tot een gevecht tussen hem en Picard. Picard activeert de zelfvernietiging en wordt opgepikt door de Enterprise. Ru’afo blijft achter op de oogstmachine, en wordt samen met het ding vernietigd.
De nu leiderloze Son’a sluiten vrede met de Ba’ku en mogen terugkeren naar de planeet. De Enterprise stort zich weer op zijn normale taken.

## Rolverdeling
| Acteur            | Personage                     |
| ----------------- | ----------------------------- |
| Patrick Stewart   | Kapitein Jean-Luc Picard      |
| Jonathan Frakes   | Commander William T. Riker    |
| Brent Spiner      | Lt. Commander Data            |
| LeVar Burton      | Lt. Commander Geordi La Forge |
| Michael Dorn      | Lt. Commander Worf            |
| Gates McFadden    | Dr. Beverly Crusher           |
| Marina Sirtis     | Commander Deanna Troi         |
| F. Murray Abraham | Adhar Ru'afo                  |
| Donna Murphy      | Anij                          |
| Anthony Zerbe     | Admiraal Matthew Dougherty    |
| Stephanie Niznik  | Ensign Kell Perim             |
| Daniel Hugh Kelly | Sojef                         |
| Gregg Henry       | Gallatin                      |
| Michael Welch     | Artim                         |

## Achtergrond

### Notities
- De originele muziek werd gecomponeerd door Jerry Goldsmith.
- Filmlocaties voor de film zijn onder andere de Sierra Nevada (VS), het en Lake Sabrina.
- Latere romans in het Star Trek Expanded Universe vermelden dat Admiraal Dougherty en zijn operatie behoorden tot Section 31.
- Het videospel Star Trek: Hidden Evil (Activision, 2000) is een sequel op zowel dit verhaal als de TNG aflevering "The Chase."
- Rage Against the Machine en Audioslave gitarist Tom Morello speelt een Son'a krijger.
- "Insurrection" bracht in totaal $70.187.658 op in de VS en $112.600.000 wereldwijd tegen een budget van $58,000,000[3]
- De "Red Alert" Klaxon uit ST:Voyager is te horen in deze film, en in ST: First Contact en ST: Nemesis.
- Dit is de kortste Star Trekfilm.

### Verwijderde scènes
De originele versie van de film bevatte verschillende scènes die eruit werden geknipt voordat de film in première ging.
- Een uitgebreidere “bibliotheekscène” waarin Riker en Troi kleine papierballen naar elkaar gooien.
- Een scène waarin Picard en Anij elkaar kussen.
- Een scène waarin Picard kaas knoeit op een PADD met daarop de Briar Patch.
- De afwerping van de warpkern.
- Data die de toestand van het jacht van de kapitein vermeld voordat hij eruit wordt gestraald en het jacht wordt opgeblazen.
- Data die enkele Son'a op de Ba'ku planeet neerslaat.
- De zin "There will be no cover-up" op het Son'a schip.
- De originele versie van het gevecht tussen Picard en Ru'afo bevatte een extra scène. Nadat Picard wordt weggestraald door de Enterprise, zou Ru’afo in de ring rondom de planeet vallen en verjongd worden tot een kind, alvorens de oogstmachine ontploft.
- Armin Shimerman zou oorspronkelijk meedoen aan het einde van de film als zijn Star Trek: Deep Space Nine personage Quark; de scène werd wel gefilmd, maar Frakes vond dat hij niet paste bij de rest van de film.[4]

Veel van deze scènes zijn wel verwerkt in de speciale collectorseditie, uitgebracht in 2005.

## Prijzen/nominaties
In 1999 werd “Star Trek: Insurrection” genomineerd voor 7 prijzen, waarvan hij er 2 won.
Gewonnen:
- De Bogey Award in Silver
- De Young Artists Award voor Beste optreden in een film – jonge bijrol (Michael Welch).

Enkel genomineerd:
- Twee Saturn Awards:
  - Beste Make-up
  - Beste Sciencefictionfilm
- De Hugo Award voor “Best Dramatic Presentation”
- De Golden Satellite Award voor Beste visuele effecten in een film
- De Young Artists Award voor Beste familiefilm – drama.